# Благородный жулик
«Благоро́дный жу́лик» (The Gentle Grafter) — сборник рассказов О. Генри, впервые изданный в 1908 году издательством McClure в Нью-Йорке. Рассказы сборника объединены сквозным героем — Джеффом Питерсом (Jeff Peters), от имени которого ведётся повествование (точнее, новеллы построены как рассказ Джеффа автору). Второй сквозной герой цикла — Энди Таккер (Andy Tucker), друг и компаньон Питерса. Оба персонажа с переменным успехом зарабатывают на жизнь с помощью мелкого мошенничества, эксплуатируя человеческие жадность, глупость, страх и тщеславие, время от времени попадаясь на удочку своих более разворотливых собратьев по профессии. Жизненное кредо Джеффа Питерса: 

Я принципиально никогда не брал у своего ближнего ни одного доллара, не дав ему чего-нибудь взамен — будь то медальон из фальшивого золота, или семена садовых цветов, или мазь от прострела, или биржевые бумаги, или порошок от блох, или хотя бы затрещина.— «Совесть в искусстве»
Исключение составляют рассказы «Заложники Момуса» и «Стихший ветер», где нет ни Питерса, ни Таккера, но в последнем действует другой ученик М. Сильвера — Парле Ву Пикенс.
Джефф Питерс появляется также в рассказе «Купидон порционно» («Купидон a la carte») из сборника «Сердце Запада» (1907). Кроме того, одним из главных персонажей рассказа «Младенцы в джунглях» из сборника «Деловые люди» (1910) является Монтегю Силвер, наставник Джеффа Питерса в деле благородного жульничества.

## Состав сборника
1. Трест, который лопнул (The Octopus Marooned). Питерсу и Таккеру на несколько дней удаётся монополизировать торговлю алкоголем в маленьком городке. Трест «Питерс, Таккер и Сатана» рассчитывал на солидный барыш, но помешало совершенно непредвиденное обстоятельство: в Энди Таккере не ко времени проснулась страсть к ораторскому искусству, и он нечаянно убедил горожан отказаться от спиртного.
2. Джефф Питерс как персональный магнит (Jeff Peters as a Personal Magnet). Питерс и Таккер добывают некоторую сумму, разыграв перед мэром провинциального посёлка спектакль с арестом самозванного целителя.
3. Развлечения современной деревни (Modern Rural Sports). Никакие уловки не помогли Джеффу Питерсу облапошить просвещённого и осмотрительного фермера, а Энди Таккер добрался до его денег простым и незатейливым способом.
4. Кафедра филантроматематики (The Chair of Philanthromathematics). Питерс и Таккер в порыве человеколюбия открывают бесплатный университет имени себя — не забывая извлечь некоторую выгоду.
5. Рука, которая терзает весь мир (The Hand That Riles the World). Питерс и Таккер отправляются в «коридоры власти», чтобы выхлопотать должность шерифа[1] для своего знакомого. Результат оказался таким, что благородные жулики предпочли с этим знакомым больше не встречаться.
6. Супружество как точная наука (The Exact Science of Matrimony). Брачное бюро Питерса и Таккера действовало без всякого обмана — налицо была и достойная невеста, и заявленное приданое. Единственная проблема возникла, когда невеста и впрямь решила выйти замуж. Но оказалось, что эту проблему заранее предусмотрел и решил Энди Таккер.
7. Летний маскарад (A Midsummer Masquerade). Питерс и Таккер, чтобы помочь старому знакомому выбраться из щекотливой ситуации, берутся на несколько дней перевоплотиться в знаменитостей — Роберта Пири и герцога Мальборо. На беду, они забывают договориться о распределении ролей.
8. Стриженый волк (Shearing the Wolf). Благородные жулики «наказывают долларом» жадного обывателя, который задумал поживиться за счёт бедного фальшивомонетчика.
9. Простаки с Бродвея (Innocents of Broadway). Мелкий нью-йоркский лавочник почти насильно вручил все свои наличные сбережения на временное хранение «двум открытым и честным парням с Запада», то есть Питерсу и Таккеру. Перед героями стоит сложнейшая этическая проблема: вернуть простаку деньги не поднимается рука, а просто сбежать с незаработанной добычей — значит нарушить кодекс чести благородного жулика.
10. Совесть в искусстве (Conscience in Art). Питтсбургский миллионер — коллекционер произведений искусства ищет пару к древнеегипетскому медальону из своей коллекции и готов заплатить немалые деньги. И заплатил — Питерсу и Таккеру, получив от них свой собственный медальон.
11. Кто выше? (The Man Higher Up). Встретились представители трёх почтенных профессий — вор, мошенник и биржевой махинатор — и решили выяснить, чей способ добывания хлеба насущного более достоин уважения. В соревновании Труда, Торговли и Капитала чистая победа — в денежном выражении — досталась Капиталу.
12. Стихший ветер (A Tempered Wind). Два мошенника, сколотив начальный капитал в глубинке, перебираются в Нью-Йорк, где под руководством местного коллеги основывают финансовую пирамиду[2]. Затея развивалась по предопределённому сценарию, но финал, как всегда, оказался неожиданным: в махинаторах проснулась та самая профессиональная совесть, которая не позволяет отбирать у людей последние деньги.
13. Заложники Момуса (Hostages to Momus). Два злодея похитили магната из штата Джорджия, крупного землевладельца и хозяина железной дороги. На поверку оказалось, что выкуп, который он может предложить за свою персону, не оправдывает даже расходов на содержание жертвы[3]. Похитителям приходится на ходу изобретать способ хотя бы «сохранить лицо».
14. Поросячья этика (The Ethics of Pig). Питерс взял в подручные деревенского простофилю-свинокрада, а тот не упустил случая одурачить своего благодетеля.

## Переводы на русский язык
Рассказы сборника известны в переводах К. И. Чуковского и М. И. Беккер.

### Русские издания
- О. Генри. Избранные произведения в двух томах. — Т. 2. — М.: Худгиз, 1954.
- О. Генри. Рассказы. — Киев: Радянський письменник, 1968. (без рассказов: «Летний маскарад», «Простаки с Бродвея», «Стихший ветер» и «Заложники Момуса»)
- О. Генри. Сочинения в трёх томах. — Т. 2. — М.: Правда, 1975.
- О. Генри. Избранные произведения в трёх книгах. — Кн. 2: Благородный жулик. — М.: Голос; Глагол, 1993. — ISBN 5-900288-08-0; 5-900288-04-08.
- О. Генри. Благородный жулик и другие. — М.: ММП, 1993.

— ISBN 5-85049-022-1.
- О. Генри. Собрание сочинений в пяти томах. — Т. 2. — М.: Литература; Престиж книга; РИПОЛ классик, 2005.
- О. Генри. Благородный жулик. Рассказы. — М.: АСТ; Астрель, 2010. — ISBN 978-5-17-067339-1; 978-5-271-31484-1.
- О. Генри. Собрание сочинений в 6 томах. — Т. 3: Голос большого города. — М.: АСТ: Астрель, 2011. — ISBN 978-5-17-065236-5, 978-5-17-072258-7; 978-5-271-36300-9; 978-5-271-35255-3.
- О. Генри. Благородный жулик. — М.: Амфора, 2013. — ISBN 978-617-7030-74-3.

## Экранизации
- Kraft Television Theatre. The Gentle Grafter[4], США, 1956
- «Три рассказа про Джеффа Питерса[серб.]»[5], Югославия, 1962
- «Поросячья этика», СССР, 1979 — телеспектакль, режиссёр Владимир Шлезингер, в роли Джеффа Питерса — Юрий Яковлев.[6]
- «Трест, который лопнул», СССР, 1982 («Трест, который лопнул», «Джефф Питерс как персональный магнит», «Развлечения современной деревни», «Рука, которая терзает весь мир», «Супружество как точная наука», «Поросячья этика»)
- «Дела Лоховского», Белоруссия, 1997 (вольно использованы сюжетные идеи рассказов «Поросячья этика», «Джефф Питерс как персональный магнит», а также некоторых других, не из «Благородного жулика»)